# La Rivière (film, 1984)
Pour les articles homonymes, voir La Rivière et The River.
Pour plus de détails, voir Fiche technique et Distribution.
La Rivière (The River) est un film américain réalisé par Mark Rydell en 1984, pour la Universal Pictures.

## Synopsis
Mae et Tom Garvey - jeune couple d'agriculteurs - sont confrontés, comme nombre de leurs collègues, aux difficultés de survie des fermes familiales indépendantes. C'est l'affrontement avec les autorités locales qui voudraient racheter les terres, par l'intermédiaire de Joe Wade (ancien ami de Mae) ; de plus, les fermiers subissent des inondations catastrophiques. Pour gagner un peu d'argent, Tom accepte un travail au loin, en usine.

## Fiche technique
- Scénario : Julian Barry et Robert Dillon, d'après une histoire de ce dernier
- Photographie : Vilmos Zsigmond et Steven Poster (seconde équipe)
- Directeur artistique : Norman Newberry
- Décors : Jane Bogart
- Costumes : Joe I. Tomkins
- Montage : Sidney Levin
- Musique : John Williams[1]
- Producteurs : Edward Lewis et Robert Cortes
- Genre : Drame
- Format : Couleurs (en Panavision et Technicolor)
- Durée : 119 minutes
- Affiche : Bill Gold (États-Unis)

## Distribution
- Mel Gibson (VF : Jean-Pierre Bouvier) : Tom Garvey
- Sissy Spacek (VF : Martine Irzenski) : Mae Garvey
- Shane Bailey : Lewis Garvey
- Becky Jo Lynch : Beth Garvey
- Scott Glenn : Joe Wade
- Don Hood : Le sénateur Neiswinder
- Billy Green Bush (en) : Harve Stanley
- James Tolkan : Howard Simpson
- Bob W. Douglas : Hal Richardson
- Andy Stahl : Dave Birkin
- Lisa Sloan : Judy Birkin
- Larry D. Ferrell : Rod Tessley
- Susie Toomey : Sally Tessley
- Kelly Toomey : Lisa Tessley
- Frank Taylor : Zemke
- Ivan Green : Smoot
- Desmond Couch : Wilderfoot
- Charles G. Riddle : Youngdall
- Jim Antonio : Dan Gaumer
- Samuel Scott Osborne : Billy Gaumer
- Amy Rydell : Betty Gaumer
- David Hart : Harley
- Barry Primus : Roy
- Mark Erickson : Baines
- Jack Starrett : Swick
- Charlie Robinson : Truck
- Dean Whitworth: : Le docteur
- Charles S. Hanson : L'homme obèse
- Ira M. Quillen II : Le présentateur météo
- Matt Bearson et Timothy Shadden : Deux employés
- Elizabeth Lane : La secrétaire
- Gary Gersham : Drifter